# 大日向蔦次
大日向 蔦次（おおひなた つたじ、1900年8月20日 - 1975年2月23日）は日本の政治家。東京都議（6期）、第21代都議会議長を歴任した。

## 経歴
1900年8月20日、千葉県に生まれる。1924年に日本大学商学部を卒業。1947年、東京都議会議員選挙に江戸川区選挙区から立候補し、初当選する。その後、総務委員会委員長（1952年から1953年）、厚生委員会委員長（1956年）、社会党都議団幹事長（1960年）を歴任した。1960年10月28日に衆議院選挙に立候補するため都議を辞職した。第29回衆議院議員選挙に旧東京6区から立候補したが、次点で落選した。その後は、東京都選挙管理委員会委員（1960年から1963年）を務めた。1963年の都議会議員選挙で返り咲いた。1965年の都議会自主解散後に行われた選挙で、社会党が第1党となり同年8月、第21代都議会議長に就任した。同年は水道事業財源確保実行委員会委員長も務めた。1969年の都議選で落選し政界を引退した。1975年2月23日に死去した。

## 栄典
- 1970年 - 勲四等瑞宝章
- 没後 - 従五位